# Mike Moreno
Pour les articles homonymes, voir Moreno.
Mike Moreno, né le 8 octobre 1978 à Houston dans l'État du Texas, est un guitariste de jazz américain.

## Biographie
Il a étudié la guitare jazz à Houston (High School for the Performing and Visual Arts), puis s'est installé à New York en 1997 pour étudier à la New School of Music.
Après avoir joué dans les jams sessions et dans les bars de New York pendant plusieurs années, Mike Moreno est repéré par des grands noms du jazz comme : Joshua Redman, Nicholas Payton, et est appelé pour jouer avec Terence Blanchard Quintet, Greg Osby, Wynton Marsalis, Jeff "Tain" Watts Quintet, Kenny Garrett Quintet, et Ravi Coltrane.
Discret, le guitariste est cependant considéré comme prometteur par la presse spécialisée. Il est souvent comparé à Kurt Rosenwinkel, en raison de sa propension à jouer des lignes mélodiques.

## Matériel
En septembre 2007, Mike Moreno utilisait une LXP-1, un ampli Mesa-Boogie f-30 et jouait sur une Gibson ES-335 noire montée avec des cordes D'Addario strings 12.
Il joue actuellement sur une guitare semi-hollow créée par le luthier Marchione.

## Discographie

### En tant que Leader
- 2022 Mike Moreno - Standards From Film
- 2017 Mike Moreno - Three for Three
- 2015 Mike Moreno - Lotus
- 2012 Mike Moreno - Another Way
- 2011 Mike Moreno - First in Mind
- 2008 Mike Moreno - Third Wish
- 2007 Mike Moreno - Between the Lines

### En tant que coleader
- 2008 Sam Yahel/Ari Hoenig/Mike Moreno/Seamus Blake - Jazz Side of the Moon: Music of Pink Floyd

### En tant que Sideman
- 2023 Wayne Escoffery – Like Minds
- 2021 Massimo Biolcati – Momenta
- 2021 Charlie Porter – Hindsight
- 2020 Kevin Field – Soundology
- 2020 John Ellis (en) – Ice Siren
- 2019 Adam Jarzmik Quintet Feat. Mike Moreno – On The Way Home
- 2019 Kendrick Scott - A Wall Becomes a Bridge
- 2018 David Tixier Trio Feat. Mike Moreno & Sachal Vasandani – Universal Citizen
- 2018 James Francies Flight
- 2018 Stefon Harris + Black Out Sonic Creed
- 2017 Jimmy Greene - Flowers : Beautiful Life Vol. 2
- 2017 Marko Churnchetz – Ruthenia
- 2016 Jochen Rueckert Charm Offensive
- 2016 Jason Palmer - Beauty 'N' Numbers : The Sudoku Suite
- 2016 Will Vinson - Perfectly Out Of Place
- 2015 Kendrick Scott Oracle - We are the drum
- 2015 Luciana Souza – Speaking In Tongues
- 2014 Matthew Sheens - Untranslatable
- 2014 Dayna Stephens - Reminiscent
- 2014 John Ellis (en) & Andy Bragen - Mobro
- 2014 Jason Palmer - Places
- 2014 Brice Winston - Child's Play
- 2014 Randy Ingram - Sky / Lift
- 2013 Eva Cortés – In Bloom
- 2013 Alfredo Paixão - Little Lies
- 2013 Nadia Cancila - Cheiro de Jardim
- 2013 Gideon King - Gentrification
- 2013 Nathalie Dietz - Believe in Love
- 2013 RdT - Elo
- 2013 Kendrick Scott Oracle - Conviction
- 2013 Stan Killian - Evoke
- 2012 Reggie Quinerly - Music inspired by Freedmantown
- 2012 Ilia Skibinsky - The Passage
- 2012 Javi 'GDjazz' Pereiro - "Black May"
- 2012 Matteo Sabattini MSNYQ - Metamorpho
- 2012 Cristian Mendoza - Lost in New York
- 2012 Ralph Bowen - Total Eclipse
- 2012 John Ellis (en) - It's You I like
- 2011 Armen Donelian - Leapfrog
- 2011 Arne Donadell - Reisende
- 2011 Jake Saslow - Crosby Street
- 2010 Matteo Sabattini MSNYQ - Dawning
- 2010 Michael Janish - Purpose Built
- 2010 Myron Walden - What We Share
- 2010 Myron Walden - In This World To Feel
- 2009 Kendrick Scott - Reverence
- 2009 Brian Patneaude - Riverview
- 2009 Geoffrey Keezer - Aurea
- 2008 Phil Stöckli & Friends – Meyer Lustenberger Special Edition 2008
- 2008 Q-Tip - The Renaissance
- 2008 Leonardo Cioglia - Contos
- 2008 Aaron Parks - Invisible Cinema
- 2008 Pamela Luss - Magnet
- 2008 Delandria Mills - Manifestation
- 2007 Gaetano Partipilo - The Right Place
- 2007 Pamela Luss – Your Eyes
- 2007 Jimmy Green - Gifts And Givers
- 2007 Marcus Strickland - Open Reel Deck
- 2007 Eldar - Re-Imagination
- 2007 Logan Richardson - Cerebral Flow
- 2007 Kendrick Scott Oracle - The Source
- 2006 Franck LoCrasto - When Your There
- 2006 John Ellis (en) - By A Thread
- 2006 Bob Reynolds - Can't Wait For Perfect
- 2005 Yosvany Terry - Metamorphosis
- 2005 Jeremy Pelt - Identity
- 2003 Jesse Chandler - Somewhere : Between
- 2003 Compilation - A Collection of Unreleased Recordings
- 2003 Phil Stöckli - Third Eye
- 2003 Robert Glasper Trio - Mood
- 2002 Jeremy Pelt - Profile
- 2002 Bilal - 1st Born Second

## Pédagogie

### Vidéos
- Mike Moreno 1 (Sound, Technique & Articulation), My Music Masterclass, 2016.
- Mike Moreno 2 (Playing The Changes), My Music Masterclass, 2016.
- Mike Moreno 3 (Rhythmic Comping), My Music Masterclass, 2016.
- Mike Moreno 4 (Warm-Ups & Pick Control), My Music Masterclass, 2016.
- Mike Moreno 5 (Practicing Odd Meters), My Music Masterclass, 2016.
- Mike Moreno 6 (How to Learn Standards), My Music Masterclass, 2016.